# 月子庄水库
月子庄水库也作月字庄水库，位于中国云南省安宁市县街街道西南部，距安宁市区18公里，控制径流面积59平方公里，年均来水量980万立方米，设计坝高31.2米，设计库容785万立方米，兴利库容688万立方米，设计灌溉面积9000亩。水库由昆明市水工队勘测设计，于1957年11月21日开工，次年10月2日竣工。水库建成后，缓解了下游县街、连然两地的洪灾危害。1993年4月至7月进行了大坝前坡护坡工程，投资15万元，铺设预制砼防浪板护坡面积4500平方米。

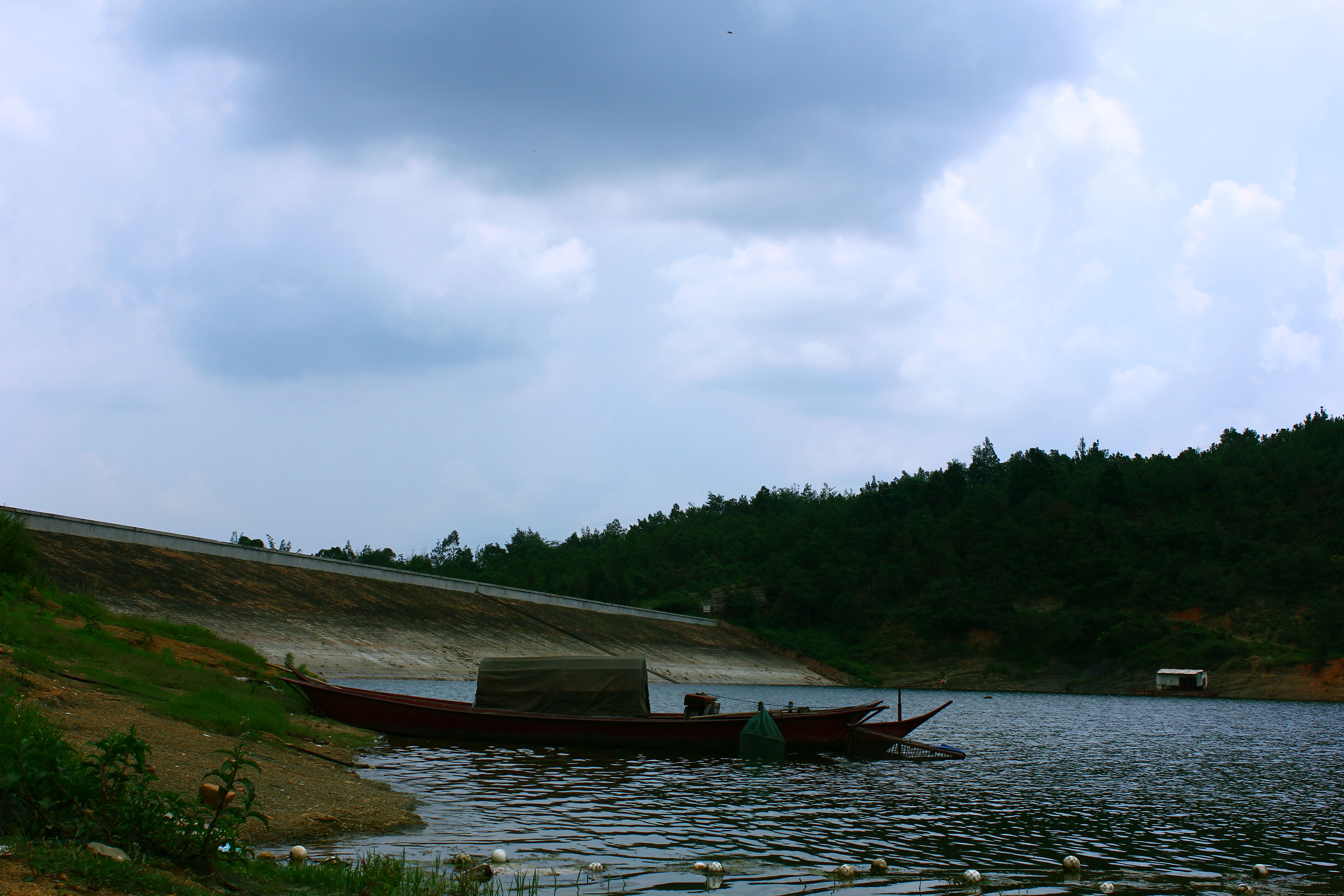
水库大坝
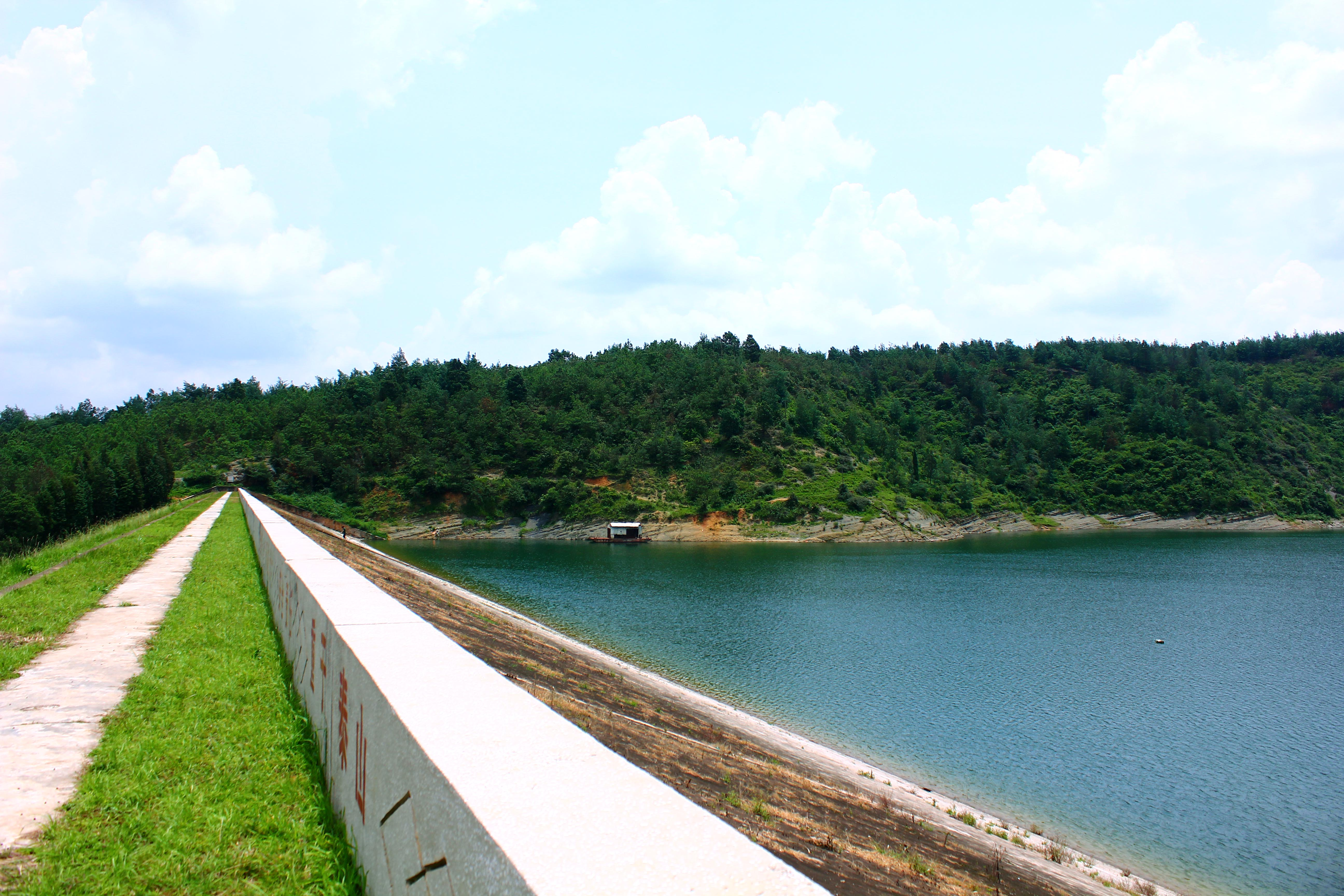
水库大坝坝顶
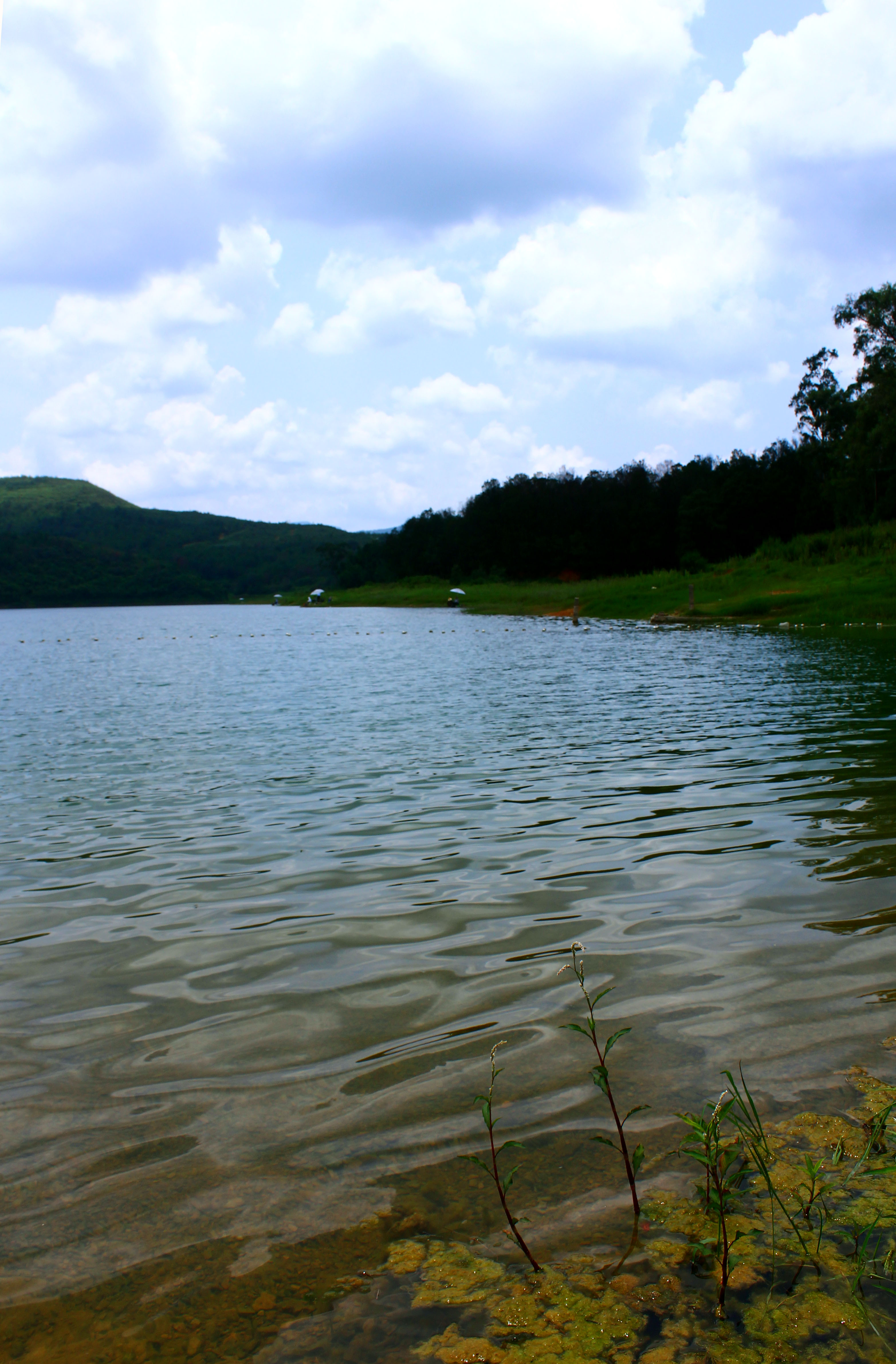
水库岸边